# Превлака (канал)
Прєвлака (словац. Prievlaka) — меліоративний канал; притока Чечеговського каналу, протікає в окрузі Михайлівці.
Довжина приблизно 9,8-10,4 км. Витік знаходиться в масиві Східнословацька низовина — на висоті приблизно 109 метрів.
Протікає територією сіл Земплінська Широка; Ластомір; Палін і міста Михайлівці. Впадає в Чечеговський канал на висоті 100 метрів.